# Marlon Henrique Brandão da Silva
Marlon Henrique Brandão da Silva (* 19. August 1991 in Minas Gerais), auch bekannt als Marlon Silva, ist ein brasilianischer Fußballspieler.

## Karriere
Marlon erlernte das Fußballspielen in den brasilianischen Jugendmannschaften von Cruzeiro EC, dem Araxá EC und Grêmio FBPA. Seinen ersten Vertrag unterschrieb er 2011 bei Cincão EC in Londrina. Über die brasilianischen Stationen Águia de Marabá FC, 4 de Julho EC und Araripina FC wechselte er 2013 nach Europa zum portugiesischen Verein GD Gafanha aus Gafanha da Nazaré. Bis 2016 spielte er in Portugal für die unterklassigen Vereine von SC Beira-Mar, Atlético SC Reguengos, Anadia FC und CD Operário. 2016 kehrte er nach Brasilien zurück. Hier spielte er für SE Picos, Floresta EC, Horizonte FC und den Ríver AC. Mit Ríver belegte er 2018 den zweiten Platz in der Staatsmeisterschaft von Piauí. 2018 ging er wieder nach Portugal, wo er sich dem SC Vista Alegre anschloss. 2019 zog es ihn nach Asien, wo er in Thailand für den Viertligisten Koh Kwang FC spielte. Mit dem Verein aus Chanthaburi spielte er in der Eastern Region der vierten Liga. Im gleichen Jahr wechselte er zum ebenfalls in der vierten Liga spielenden Songkhla FC. Der Klub aus Songkhla trat in der Southern Region der vierten Liga an. Nach zwei Spieltagen wurde die Liga wegen der COVID-19-Pandemie unterbrochen. Während der Unterbrechung wurde eine Ligareform durchgeführt. Nach Wiederaufnahme des Spielbetriebs wurden die vierte Liga und die dritte Liga zusammengelegt. Die dritte Liga spielte in sechs Regionen. Songkla trat in der Southern Region der dritten Liga an. Am Ende der Saison feierte er mit Songkla die Meisterschaft der Southern Region. In den Aufstiegsspielen zur zweiten Liga konnte man sich nicht durchsetzen. Zu Beginn der Saison 2021/22 unterschrieb er einen Vertrag beim thailändischen Zweitligisten Lampang FC. Sein Zweitligadebüt für den Verein aus Lampang gab er am 4. September 2021 (1. Spieltag) im Heimspiel gegen den Zweitligaaufsteiger Muangkan United FC. Hier stand er in der Startelf und spielte die kompletten 90 Minuten. Für den Verein aus Lampang spielte er 14-mal in der zweiten Liga. Nach Ende der Hinrunde wurde sein Vertrag aufgelöst. Ende Dezember 2021 unterschrieb er einen Vertrag beim Ligakonkurrenten Muangkan United FC in Kanchanaburi. Für Muangkan absolvierte er 15 Zweitligaspiele. Am Ende der Saison löste er seinen Vertrag auf und verabschiedete sich aus Kanchanaburi. Im Juli 2022 unterschrieb er einen Vertrag beim Zweitligisten Phrae United FC. Nach insgesamt 33 Ligaspielen für den Verein aus Phrae wurde sein Vertrag im Sommer 2023 nicht verlängert. Ende Juni 2023 unterschrieb er einen Vertrag beim ebenfalls in der zweiten Liga spielenden Chiangmai United FC. Nach 32 Ligaspielen für den Verein aus Chiangmai wurde sein Vertrag im Sommer 2024 nicht verlängert. Der Pattani FC, ein Drittligist aus Pattani, nahm ihn Juli 2024 unter Vertrag. Mit dem Klub spielt er in der Southern Region der Liga.

## Erfolge
Ríver AC
- Staatsmeisterschaft von Piauí: 2018 (2. Platz)

Songkhla FC
- Thai League 3 – South: 2020/21